# Kirby (personage)
Kirby (カービィ - Kābii) is een computerspelpersonage van Nintendo en was de held in de Kirby-spellen zoals Kirby's Dream Land (1992). Hij is ook een populair animekarakter geworden en heeft zelfs een eigen serie op tv gehad, die in de vertaling 'Kirby: Right Back at Ya!' heet, oorspronkelijk 'Hoshi no Kaabi'.
In 2014 bestaat de Kirby-serie uit meer dan 20 spellen, en zijn er meer dan 33 miljoen exemplaren wereldwijd van verkocht. Hiermee staat de franchise in de top 50 van bestverkochte computerspellen.

## Geschiedenis
Kirby het roze bolletje zou eigenlijk Popopo heten, en zijn eerste spel zou Twinkle Popopo zijn. Kirby was getekend als een tijdelijke vervanger voor 'Popopo' maar tijdens de ontwikkeling vond de ontwerper Masahiro Sakurai Kirby leuker dan wat ze in gedachten hadden.
Sakurai wilde graag dat Kirby roze zou worden, maar Shigeru Miyamoto had hem weer liever geel. Door het verschil van mening had Nintendo of America de afbeeldingen van Kirby in de handleiding, op de doos van het spel en op de sticker van de cartridge Kirby wit gelaten, want ze wisten niet welke kleur Kirby was. De Japanse versie had wel een roze Kirby.
Er bestaat verschil van mening over Kirby's naam. Sommigen beweren dat de naam komt van Kirby Company, een bedrijf dat stofzuigers maakt. Het kan ook zijn dat de naam is afgeleid van advocaat John Kirby, nadat hij bij een rechtszaak tegen Nintendo over Donkey Kong ervoor had gezorgd dat Nintendo de rechtszaak had gewonnen.
Kirby heeft in de loop der spellen een hoop vijanden en bondgenoten verkregen.

## Opzet
De meeste spellen van Kirby zijn platformspellen. Het verhaal is simpel van opzet en begint meestal dat Dream Land wordt aangevallen door slechteriken, zoals de Dark Matter en King Dedede. Kirby gaat dan op pad om de vijand te verslaan.
De games hebben vrijwel altijd dezelfde bewegingen, namelijk: lopen, rennen, springen, vliegen en vijanden opzuigen en dan weer tegen een andere vijand uitspugen. Vanaf het spel Kirby's Adventure (1993) kan Kirby de krachten van een vijand overnemen. Zo kan hij bijvoorbeeld in steen veranderen, of een zwaard dragen.
De ontwikkelaars vinden Kirby een spel voor beginners, dat door jong en oud uitgespeeld kan worden maar genoeg uitdaging levert voor de gevorderde gamers.